# Dérangement intervertébral mineur
Le dérangement intervertébral mineur  ou syndrome de Maigne est un syndrome décrit par le Dr Robert Maigne, pour expliquer les douleurs communes mécaniques d'origine vertébrale. Quand il est douloureux, il est aussi appelé Dérangement Douloureux Intervertébral Mineur ou DDIM. Le diagnostic se fait sur quatre manœuvres, qui recherchent uniquement la provocation d'une douleur (et non une restriction de mobilité comme dans l'ostéopathie non médicale) : la pression latérale sur l'épineuse, la pression axiale sur l'épineuse d'une vertèbre, la pression-friction sur les articulations postérieures de cette même vertèbre et la pression du ligament interépineux d'un de ses espaces intervertébraux. Le diagnostic de DIM est posé sur ces quatre signes ET sur un contexte clinique et radiologique qui permet d'affirmer que cette souffrance segmentaire est de nature bénigne et mécanique. Les manipulations vertébrales
sont susceptibles de remédier à ces souffrances segmentaires bénignes. Mais elles n'en constituent pas le seul traitement.
Le dérangement intervertébral mineur (DIM ou DIVM) représente une souffrance mineure du segment mobile vertébral ; il ne décrit pas une lésion anatomique, mais une "dysfonction" bénigne réversible.
L'irritation de la branche postérieure du nerf rachidien peut être objectivée par la manœuvre du palper-rouler douloureux des segments cutanés du métamère concerné (métamère : territoire dont l'innervation sensitive dépend des deux nerfs rachidiens d'un espace intervertébral).